# Jernej Kopitar
Jernej Kopitar (Repnje, Krajna, 1780. augusztus 23. – Bécs, 1844. augusztus 11.) szlovén nyelvész.

## Életrajza
Egy Ljubljanától északra fekvő faluban született, melynek mai neve Repnje. 1807-től Bécsben jogot tanult, miközben kedvvel foglalkozott nyelvészeti tanulmányokkal. 1809-ben cenzorrá és udvari könyvtárnokká nevezték ki. 1814-ben Párizsba ment, hogy onnan a franciák által magukkal vitt kéziratokat visszahozza. Irodalmi munkássága nyelvészeti tekintetben teljes méltánylást nyert, nemcsak a szláv, hanem a német, francia és angol folyóiratokban is. Kevésbé volt szerencsés a szláv történetírás terén, ahol Josef Dobrovský, František Palacký és Pavel Jozef Šafárik több sikerrel működő iskolájával ellentétes állást foglalt el. Kopitar a szépirodalmi művek felett is kontrolt akart gyakorolni, így a szerzők alkotásai közül csak olyanokat engedett megjelentetni, amelyek a szlovén népi hagyományoknak megfeleltek. Emiatt gyakran nem engedte közreadni pl. France Prešeren verseit, amelyekben a költő a kortárs nyugat-európai irodalom vonalán akart haladni, amely messze meghaladt az egyszerűbb népi lírát.
1829-ben egy ideig a Wiener Jahrbücher der Literatur szerkesztését vette át. Kisebb műveit, melyekből az I. kötet 1857-ben jelent meg, s amelyet Franc Miklošič jelentetett meg. Halála után megjelent Evangelia slavice c. munkája is (Párizs, 1848). Ez 200 ívrétes lapból áll és ezek közül 94 lap metszett és festett fakszimile, 94 lap latin fordítás, 3 címlap, 7 lap előszó és 2 lap olyan volt, amelyen a teljes cirill és glagolitikus ábécé fel volt tüntetve és ára megjelenésekor 80 frankra rúgott. Kopitarnak 1864-ben elhunyt barátja, dr. Festl gyűjtést rendezett, melynek eredményéből 1845. október 21-én a nagyérdemű nyelvbúvárnak síremléket állíttatott.

## Munkái
- A krajnai szláv nyelv grammatikája (Laibach, 1808)
- Glagolita Clozianus (Bécs, 1836)
- Hesychii Glossographi discipolus Russus (egy ógörög szöveg orosz glosszáinak magyarázata) az értekezletek egész sorával a szlavisztika köréből (1839)
- Prolegomena a Reimsban őrzött ún. Texte du Sacre-hoz (Párizs, 1843)
- Evangelia slavice (Párizs, 1848)